# Шоуто на Дик Ван Дайк
„Шоуто на Дик Ван Дайк“ (на английски: The Dick Van Dyke Show) е американска ситуационна комедия на Карл Райнър. Продуцирани са общо пет сезона, излъчени по CBS в периода 1961-1966 г. Действието се развива в Ню Рошел, Ню Йорк. Разказва се за сценариста на телевизионни ситкоми Роб Петри (Дик Ван Дайк), който разрешава комичните проблеми на работното си място, както и тези у дома.
„Шоуто на Дик Ван Дайк“ е първият сериал, който печели Еми за Най-добър комедиен сериал четири пъти подред (1963, 1964, 1965 и 1966 г.)

## Персонажи и актьори

### Главен състав
- Робърт Симпсън „Роб“ Петри (Дик Ван Дайк) – главният сценарист на „Шоуто на Алън Брейди“.
- Лора Петри (Мери Тайлър Мур) – Тя е съпруга на Роб и майка на Ричи.
- Ричард Росебюд „Ричи“ Петри (Лари Матюс) – Синът на Роб и Лора. Второто му име е съкращение и комбинация на всичките имена (Робърт, Оскар, Сам, Едуард, Бенджамин, Юлисис и Дейвид), предложени от родителите на Роб и Лора.
- Морис „Бъди“ Сорел (Мори Амстърдам) – Енергичният и често саркастичен втори сценарист на шоуто. Неговият прякор е „Човешката машина за смешки“.
- Сали Роджърс (Роуз Мари) – Третият сценарист на шоуто. Тя постоянно си търси съпруг. Никога не пие и понякога споменава какво казва „леля ѝ Агнес от Кливланд“.

### Поддържащ състав
- Мелвин „Мел“ Кули (Ричард Дийкън) – Оплешивяващият продуцент на шоуто. Той е зет на Алън Брейди.
- Мили Хелпър (Ан Морган Гилбърт) – Съседката на семейство Петри. Тя е най-добрата приятелка на Лора.
- Джери Хелпър (Джери Парис) – Съседът на семейство Петри. Той е зъболекар и най-добрият приятел на Роб.
- Алън Брейди (Карл Райнър) – Самовлюбеният главен актьор на „Шоуто на Алън Брейди“.
- Фиона „Пикълс“ Сорел (Барбара Пери в първи сезон и Джоун Шоули в трети сезон) – Съпругата на Бъди.

## Възприемане и награди
Въпреки че първоначално рейтингът на шоуто не е много висок, CBS го подновява за втори сезон. Това е добро решение, тъй като сериалът скача до 9-то място в рейтингите на Нийлсън през 1962 г., а на следващата достига до трето място. Превърнал се в безспорен телевизионен хит, той печели 15 награди Еми, включително за Най-добър комедиен сериал, Най-добър актьор (Ван Дайк) и Най-добра актриса (Тайлър Мор).
През 2015 г. сериалът е поставен на 47-мо място в класацията на Холивуд Рипортър „100-те най-добри сериали на всички времена“.